# Nosy Ambositra
Nosy Ambositra è una città e comune del Madagascar situata nel distretto di Morombe, regione di Atsimo-Andrefana. 
La popolazione del comune rilevata nel censimento 2001 era pari a 7 040 unità.